# Nastus productus
Nastus productus är en gräsart som först beskrevs av Pilg., och fick sitt nu gällande namn av Richard Eric Holttum. Nastus productus ingår i släktet Nastus och familjen gräs. Inga underarter finns listade i Catalogue of Life.